# 1 Pedro 2
1 Pedro 2 é o segundo capítulo da Primeira Epístola de Pedro, de autoria do Apóstolo Pedro, que faz parte do Novo Testamento da Bíblia.

## Estrutura
I. A vida do crente à luz da grande salvação (continuação de 1 Pedro 1)
1. Deve estar livre das más inclinações e desejar o leite da Palavra para crescer, v. 1-3
2. Deve ser pedra viva no templo espiritual do qual Cristo é a pedra angular, v. 5,6
3. Deve reconhecer a Cristo como precioso, o qual foi rejeitado e serve de tropeço aos que não crêem, v. 7,8
II. Posição e deveres dos crentes
1. Geração nobre e santa, os crentes devem oferecer louvor ao Libertador divino, v. 9,10
2. Como estrangeiros e peregrinos, devem abster-se dos desejos carnais, v. 11
3. Deveres civis e sociais. conduta irrepreensível perante o mundo, obediência às autoridades civis, silenciando assim a crítica hostil, v. 12-15
4. Devem ser bons cidadãos, v. 16,17
5. Deveres no lar cristão
a) Dos servos serem obedientes e pacientes, ainda que em meio ao sofrimento injusto, agradando assim a Deus, v. 18-20
b) Cristo é o modelo do sofredor, pois levou o peso do pecado, v. 21-25